# Sede titolare di Tempe
Tempe (in latino Tempensis) è una sede titolare soppressa della Chiesa cattolica.

## Storia
Tutte le fonti (Annuari Pontifici, Moroni, Eubel) collocano questa sede in Tessaglia; Eubel aggiunge che era suffraganea dell'arcidiocesi di Larissa.
Michel Le Quien, nel secondo volume dell'Oriens Christianus, menziona l'antica diocesi di Licostomio in Macedonia che era conosciuta anche con il nome di Thessala Tempe; la sede, suffraganea di Tessalonica, fu unita a quella di Platamone.
La sede titolare è stata soppressa con un decreto di Propaganda Fide nel 1894.

## Cronotassi dei vescovi titolari
- Ludovico Savageri, C.R.S. † (15 giugno 1744 - prima del 24 giugno 1747 deceduto)
- Lorenzo Odorisi † (18 dicembre 1747 - ?)
- Franz Josef von Gondola, O.S.B. † (15 gennaio 1752 - 5 marzo 1774 deceduto)
- Franz Karl Joseph von Hohenlohe-Waldenburg-Schillingsfürst † (9 agosto 1802 - 6 aprile 1818 confermato vescovo di Augusta)
- Jacques de la Brue de Saint-Bauzile † (24 settembre 1821 - 27 marzo 1832 deceduto)
- Giuseppe Masi † (29 gennaio 1878 - 11 aprile 1903 deceduto)